# Johann Matthias Lameyer
Johann Matthias Lameyer (* 18. Februar 1752 in Bremen; † 13. April 1825 in Bremen) war ein Kaufmann und Bremer Senator/Ratsherr.

## Biografie
Lameyer war der Sohn des Friedrich Lameyer (1723–1757) und seiner Frau Christina Elisabeth (1731–1752).
 
Er war ab 1784 verheiratet mit der früh verstorbenen Kaufmannstochter Johanna Gesine Henriette Mehne (1766–1786); beide hatten keine Kinder. 1787 ehelichte er die Kaufmannstochter Hanna Margaretha Thorspecken (1769–1852); beide hatten fünf Kinder.
Er absolvierte seine Schulzeit in Bremen, machte eine kaufmännische Lehre und war als Kaufmann und als Versicherungsunternehmer tätig. 1801 wurde er zum Ältermann gewählt.
Von 1809 bis 1825 (†) war er als Nachfolger von Johann Wilkens Bremer Senator. Er war ehrenamtlich von 1785 bis 1795 Diakon des Bremer Doms. 